# Робін фон Ельтц
Робін фон Ельтц (*Robin von Eltz, д/н —10 серпня 1388) — 28-й магістр Лівонського ордену в 1385—1388 роках.

## Життєпис

### Кар'єра
Походив з роду вестфальських міністеріалів роду Ельц, які володілиземлями в Рейнському Пфальці, проте були васалами Трирських архієпископів. Його родичі були пов'язані з діяльністю Тевтонського ордену. Син Ріхарда фон Ельца та Кунегунди фон Ізенбург.
Дата народженя та вступу до Лівонського ордену невідомі. Перша письмова згадка відноситься до 1367 року. Вже 1374 року призначається фогтом замку Каркус.

### Ландмаршал
У 1375 році стає ландмаршалом Лівонського ордену. У вересні того ж року Робін фон Ельц здійснив похід на литовські володіння. Ливонці вдерлися до Упитської волості, але через свою нечисельність змушені були відступити. Ймовірно це була така собі розвідка. 
У червні 1377 року, скориставшись смертю великого князя Литовського Ольгерда, Робін фон Ельц сплюндрував Упитську волость, захопивши в полон 120 осіб. 
У лютому 1378 року, діячи спільно з загонами Тевтонського ордену (дійшли до Берестя) Робін фон Ельц сплюндрував околиці Мядельского замку (кордон Литви і Полоцької землі), захопивши в полон 300 осіб. У 1379—1380 роках брав участь у прикордонних сутичках з Псковською республікою.

### На чолі Ордену
У березні 1385 року після смерті магістра Вільгельма фон Фрімерсгайма обирається новим очільником Лівонського ордену. Домігся значних успіхіву протистоянні з ризьким архієпископом Йоганном IV фон Зінтеном, перетягнувши на свійбік більшість васалів останнього.
Продовжив вести агресивну політику по відношенню до Великого князівства Литовського. Вступив в перемовини з Андрієм Ольгердовичем, князем Полоцьким, проти великого князя Литовського Ягайла. 10 жовтня 1385 року князь Полоцький уклав договір з Ливонським орденом, за яким визнав васалом Ордену. Взимку 1386 року Робін фон Ельц рушив на допомогу князю Андрію, проти якогов иступив скиргайло. Ливонське військо 3 тижні дійшли до Ошмян, захопивши в полон 3 тис. осіб. Втім зрештою не зміг завадити захопленню Полоцька військами Ягайло. Помер у 1388 році.